# Max Brüel
Max Brüel (født 14. juli 1927 i Hillerød, død 31. marts 1995 i Algarve, Portugal) var en dansk arkitekt og jazzmusiker. 
Efter sin uddannelse på Kunstakademiet var Max Brüel kompagnon med Gehrdt Bornebusch og Jørgen Selchau 1956-70, derefter med Jørgen Groth, indtil han i 1983 bosatte sig i Portugal, hvor han virkede som maler og tegner. Han har medvirket ved opførelsen af Amtssygehuset i Herlev (1967) og en lang række skoler i Nordsjælland. Som jazzmusiker har Max Brüel gjort sig bemærket i international sammenhæng i 1950'erne. Han spillede klaver, og senere saxofonen. I slutningen af 1960'erne var han med i John Tchicais Cadentia Nova Danica.